# Stazione di Ebisu (Tokyo)
La stazione di Ebisu (恵比寿駅?, Ebisu-eki) è una stazione ferroviaria di Tokyo, si trova a Ebisu, Shibuya, Tokyo. La stazione prende il nome dalla famosa birra Yebisu(ヱビスビール), che veniva prodotta in zona. La birra, a sua volta, prende nome dal dio giapponese della caccia e della pesca.

## Storia
La parte di stazione di gestione della JR East ha aperto il 30 settembre 1906. Sui binari, il 20 giugno 2010, sono state installate delle porte di banchina.
La parte di stazione in gestione a Tokyo Metro ha aperto il 25 marzo 1964.

## Linee

### Treni
JR East
 Linea Yamanote
 Linea Saikyō
 Linea Shōnan-Shinjuku

### Metropolitana
Tokyo Metro
 Linea Hibiya

## Struttura

### Stazione JR East
La stazione è dotata di quattro binari con due marciapiedi a isola.
| 1 | ■ Linea Yamanote        |  | per Shibuya, Shinjuku, Ikebukuro e Ueno                                                                   |
| 2 | ■ Linea Yamanote        |  | per Shinagawa, Shimbashi e Tokyo                                                                          |
| 3 | ■ Linea Saikyō          |  | per Shunjuku, Akabane e Ōmiya                                                                             |
| 3 | ■ Shōnan-Shinjuku       |  | per Shinjuku, Ōmiya e: - Kumagaya e Takasaki via linea Takasaki - Oyama e Utsunomiya via linea Utsunomiya |
| 4 | ■ Linea Saikyō e Rinkai |  | per Ōsaki e Shin-Kiba                                                                                     |
| 4 | ■ Shōnan-Shinjuku       |  | per Musashi-Kosugi, Yokohama e: - Odawara via linea principale Tōkaidō - Zushi via linea Yokosuka         |

### Metropolitana
La stazione è costituita da due marciapiedi laterali con due binari centrali.
| 1 | Linea Hibiya | per Naka-Meguro e, via linea Tōkyū Tōyoko, Hiyoshi e Kikuna                        |
| 2 | Linea Hibiya | per Roppongi, Ginza, Ueno, Kita-Senju e, via linea Tōbu Isesaki, Tōbu Dōbutsu Kōen |

## Stazioni adiacenti
| «                     | Servizio                       | »              |
| Linea Yamanote        | Linea Yamanote                 | Linea Yamanote |
| --------------------- | ------------------------------ | -------------- |
| Shibuya               | -                              | Meguro         |
| Linea Shōnan-Shinjuku |                                |                |
| Shibuya               | Locale Rapido Rapido speciale  | Ōsaki          |
| Linea Saikyō          |                                |                |
| Shibuya               | Locale Rapido Rapido pendolari | Ōsaki          |
| Linea Hibiya          |                                |                |
| Naka-Meguro           | -                              | Hiroo          |